# Provincie Taranto
Taranto (Provincia di Taranto) je italská provincie v oblasti Apulie. Sousedí na západě s provincií Matera, na severu s provincií Bari, na východě s provincií Brindisi a na jihovýchodě s provincií Lecce. Její břehy na jihu omývá Jónské moře.

## Okolní provincie
| Růžice kompasu |        | Bari              | Brindisi | Růžice kompasu |
| Růžice kompasu | Matera | Sever             |          | Růžice kompasu |
| Růžice kompasu | Matera | Provincie Taranto |          | Růžice kompasu |
| Růžice kompasu | Matera | Jih               |          | Růžice kompasu |
| Růžice kompasu |        | Lecce             |          | Růžice kompasu |